# ویکتور فیدرسن
ویکتور فیدرسن (دانمارکی: Victor Feddersen؛ زادهٔ ۳۱ ژانویهٔ ۱۹۶۸) قایقران روئینگ اهل دانمارک است.